# NK Vihor Jelisavac
NK Vihor je nogometni klub iz Jelisavca nedaleko Našica u Osječko-baranjskoj županiji. 
NK Vihor član je Nogometnog središta Našice te Nogometnog saveza Osječko-baranjske županije. U klubu treniraju četiri kategorije: početnici, pioniri, juniori i seniori.

## Povijest
Osnovala ga je 1962. godine skupina entuzijasta, a trenutačno igra na stadionu Koreja koji se nalazi u Športskoj ulici.
NK Vihor osvaja naslov prvaka 1. ŽNL Osječko-baranjske u sezoni 2012./13., i ostvaruje plasman u Međužupanijsku ligu Osijek – Vinkovci, gdje nastupa u sezoni 2013./14. Od sezone 2015./16. i ukidanja Međužupanijske nogometne lige Osijek – Vinkovci, član je Međužupanijske nogometne lige Slavonije i Baranje.
Od sezone 2018/19. je član 3. HNL – Istok, a gdje se plasirao kao drugoplasirana ekipa Međužupanijske nogometne lige Slavonije i Baranje (4. HNL – Istok).
Od sezone 2018./19. klub prijavljuje drugu ekipu seniora NK Vihor II, a koja se natječe u sklopu 3. ŽNL Liga NS Našice. Već u prvoj sezoni druga ekipa osvaja drugo mjesto 3. ŽNL Liga NS Našice i stječe pravo nastupa u 2. ŽNL Našice.
Skupština kluba početkom srpnja 2021. donosi odluku od istupanju seniorske ekipe iz 3. HNL – Istok, te ostaje u natjecanju seniorska ekipa u okviru 2. ŽNL Našice.
Nakon osvajanja naslova prvaka 2. ŽNL NS Našice za sezonu 2021./22., klub sudjelujue u kvalifikacijama za ulazak u 1. ŽNL, ali neuspijeva proći, bolja je bila ekipa NK Dračice Đakovo rezultatom 1:1 i 0:2.

## Uspjesi kluba
- 2005./06., 2021./22. – prvak 2. ŽNL NS Našice
- 2012./13. – prvak 1. ŽNL Osječko-baranjska,
- 2011./12., 2012./13., 2017./18., 2018./19. i 2019./20. – Kup NS Našice.

## Vanjske poveznice
- http://nsnasice.blogspot.com/
- http://www.nogos.info/  Arhivirana inačica izvorne stranice od 22. svibnja 2016. (Wayback Machine)